# Teorija potrebe po dosežkih
Teorijo potrebe po dosežkih je skupaj s sodelavci razvil David McClelland Teorija predpostavlja, da obstajajo tri potrebe, ki motivirajo človeško vedenje - potreba po moči, potreba po pripadnosti in potreba po dosežku. Vsak posameznik ima vse tri potrebe, do razlik pa prihaja v stopnji vpliva posamezne potrebe na vedenje.

## Razvoj teorije

### Zgodnji začetki
Raziskovanje se je začelo v poznih 40ih, ko sta se McClelland in Atkinson odločila preučevati motivacijske potrebe pri ljudeh.Začela sta preučevati motivacijo povezano s hrano z uporabo preizkusa TAT. Udeleženci so se postili 16 ur nato pa so opravili preizkus. Tisti, ki so se postili so v svojih zgodbah pogosteje omenjali hrano, kot tisti ki so pred tem ravno zajtrkovali. Kmalu pa sta potrebo po hrani nadomestila s potrebo po dosežkih, saj se jima je zdela ta potreba zelo potrebna za uspeh tako v službi, kot v življenju nasploh. Svoje ugotovitve sta skupaj s kolegi objavila v knjigi The Achivement Motive leta 1953.

### Raziskovanje potrebe po moči in potrebe po pripadnosti
McClelland je na Univerzi Harvard svoje raziskovanje nadaljeval na področju potrebe po dosežkih, dodal pa je še potrebo po moči in potrebo po pripadnosti. Ukvarjal se je predvsem s povezavo omenjenih potreb z ekonomijo, organizacijami in podjetji.
V 70ih je McClelland prišel do ugotovitve, da potreba po dosežkih ni dovolj za pojasnjevanje učinkovitosti v večjih organizacijah, ki so sestavljene iz bolj številnih in raznolikih delovnih mest. V svoje raziskovanje je zato vključil potrebo po moči, ki naj bi bila značilna predvsem za vodstvene funkcije.  Potrebo po moči je razdelil v štiri stopnje:
- iskanje moči v drugih ljudeh; druženje in sodelovanje z »močnimi«ljudmi
- lasten vir moči - brez iskanje moči pri drugih ljudeh
- vpliv z močjo na druge ljudi, dominiranje
- vplivanje na druge z namenom za skupno dobro [4]

Ob preučevanju vodstvenih delavcev in potrebe po moči je McClelland  več pozornosti namenil tudi potrebi po pripadnosti.  Slednja ima na delovanje organizacije lahko tako pozitivne kot negativne posledice. Prevelika potreba po pripadnosti lahko zmanjša učinkovitost delovanja, kljub vsemu pa vodstveni delavec, ki ima določeno stopnjo potrebe po pripadnosti teži, ki dobrim odnosom z vsemi, kar lahko izboljša delovanje organizacije in predvsem zadovoljstvo zaposlenih na delovnem mestu.

### Matematični model potrebe po dosežkih
Atkinson je teorijo potrebe po dosežkih dopolnil z matematičnim modelom, s pomočjo katerega lahko opišemo vpliv potreb na posameznikovo vedenje. Menil je, da vpliv potrebe po dosežkih lahko izračunamo tako, da izmerimo posameznikovo željo po uspehu in odštejemo strah pred neuspehom.

## Merjenje potrebe po dosežkih
Za pridobivanje podatkov o izraženosti potreb sta Atkinson in McClelland uporabila prirejeni projekcijski preizkus TAT. Preizkus je sestavljen iz 4-6 fotografij. Vsako izmed fotografij udeležencu pokažemo za 10 - 20 sekund. Naloga udeleženca je nato v petih minutah napisati zgodbo o fotografiji, ki vsebuje naslednje informacije:
- Kaj se dogaja in kdo so osebe na fotografiji
- Kaj je privedlo do situacije na fotografiji; kaj se je zgodilo v preteklosti
- Kaj razmišljajo in doživljajo osebe na fotografiji
- Kaj se bo zgodilo [4]

Preizkus TAT je bil prirejen, saj sta ga avtorja časovno omejila. Preizkušanja je bila sestavljena iz dveh seans dolgih eno uro, ki sta bili ločeni en dan. Vrednotenje preizkusa je potekalo na podlagi vrst idej in čustev, ki jih je posameznik projeciral v zgodbo ob opazovanju fotografije.

## Lastnosti oseb z izraženimi posameznimi potrebami

### Potreba po dosežku (nAch)
Posamezniki z visoko izraženo potrebo po dosežku občutijo zadovoljstvo ob doseganju zastavljenih ciljev. Zelo pomemben jim je uspeh pri določeni nalogi oziroma izpolnitev ciljev. So visoko notranje motivirani. Dosežek pri nekem cilju jim postane navdih za nadaljnje delo.   Pri svojem delu zaposleni z visoko izraženo potrebo po dosežku izbirajo cilje, ki niso ne prelahki, ne pretežki. Prelahke naloge od njih namreč ne zahtevajo nobenega truda, zato jim niso v izziv, pretežkih nalog pa ne izbirajo, saj zadovoljstva ne občutijo ob doseganju uspeha, ki so ga dosegli po naključju. Zelo cenijo hitro in kakovostno povratno informacijo o njihovem delu. Odprti so tudi za kritiko in komentarje, saj so prepričani, da jim bo to koristilo in izboljšalo kvaliteto doseganja njihovih ciljev. Raje delajo samostojno, saj je tako uspeh oziroma neuspeh povezan samo z njihovim delom in trudom in ni odvisen od dela oziroma truda drugih. Bolj kot predlogom drugih ljudi zaupajo v lastne strategije. Za doseganje ciljev razvijajo različne strategije in v njihov razvoj vlagajo veliko truda in energije.  Ljudje z visoko potrebo po dosežku so pogosto bogati. V večini kultur je namreč dosega nekega cilja finančno nagrajena, posamezniki z visoko potrebo po dosežku pa cilje hitro in večinoma uspešno dosegajo. Kljub temu je potrebno opozoriti, da je bogastvo le indikator njihove uspešnosti in ne njihov motivator za delo oziroma doseganje ciljev. McClelland je trdil, da je potreba po dosežkih lahko naučena. Ekonomsko podprte kulture bi tako po njegovem mnenju lahko spremenili, če bi ustrezno stimulirali potrebo po dosežku.

### Potreba po moči (nPow)
Posamezniki z visoko izraženo potrebo po moči občutijo zadovoljstvo ob zmožnosti nadzorovanja drugih. Dejanski dosežki se jim zdijo manj pomembni kot načini na katere je cilj dosežen. Zadovoljstvo dobijo iz pozicij vpliva in nadzora.  Zaposleni z visoko potrebo po moči radi nadzorujejo druge in vplivajo nanj.  Uživajo v tekmovanju in zmagovanju, večjo motivacijo imajo, kadar pri delu tekmujejo z drugimi.  Radi imajo prepoznavnost in visok družbeni status, ki odraža njihove sposobnosti, dosežke in delo.  Posameznike z visoko izraženo potrebo po moči privlačijo predvsem organizacije, ki gojijo motiv moči npr. vojska in politične organizacije.

### Potreba po pripadnosti (nAff)
Posamezniki z visoko potrebo po pripadnosti občutijo zadovoljstvo v socialnih in medosebnih odnosih. Čutijo potrebo po močni medosebni povezanosti in skušajo biti blizu svojim sodelavcem. Raje kot s sodelavci, ki imajo veliko potrebnega znanja sodelujejo s sodelavci s katerimi se bolje razumejo, tudi če bodo zaradi tega manj uspešni. Redko tvegajo in radi delajo v situacijah, ki so dobro strukturirane. Njihovi cilji vključujejo strategije pri katerih trdo delo prinese boljše rezultate. Želijo biti priljubljeni in pogosto ustrežejo sodelavcem - naredijo kar predlagajo drugi.  Prepričani so, da bo sodelovanje z drugimi prineslo več idej in strategij, kot če bi delali sami. Najboljše ideje taki posamezniki dobivajo oziroma razvijajo v skupinskem delu.

## Prednosti in slabosti teorije

### Prednosti
Teorija lahko veliko pripomore k izboljšanju delovanja organizacije zaradi vpliva na razporeditev dela med zaposlene. Vodje posameznih podjetij lahko s poznavanjem teorije delavcem dodelijo delo oziroma naloge v skladu z njihovimi motivi in potrebami.  z visoko izraženo potrebo po dosežkih dodelijo izzive oziroma naloge pri katerih bi naj bi bili uspešnejši kot ostali.  Posamezniki z visoko izraženo potrebo po dosežkih naj bi bili dobri prodajalci, saj imajo radi cilje, ki jim predstavljajo izziv. Posamezniki z visoko izraženo potrebo po pripadnosti bi bili dobri zastopniki pravic strank, posamezniki z visoko izraženo potrebo po moči pa dobri supervizorji.Odkritja McClellanda in sodelavcev torej kažejo kako pomembno ja, da služba posamezniku ustreza. Posameznikove potrebe in ustrezno okolje namreč ustvarjata motivacijo za delo in zadovoljstvo na delovnem mestu.

### Slabosti
Prva izmed kritik se nanaša na učenje motivov pri odraslih osebah in spreminjanje motivov. Številni raziskovalci namreč navajajo dejstvo, da so motivi naučeni v otroštvu in jih je kasneje težko spreminjati. Kritiki zato zagovarjajo dejstvo, da je sprememba motivov sicer lahko prisotna a gre za začasno in nikakor ne stalno spremembo. Kot eno izmed pomanjkljivosti teorije kritiki navajajo tudi uporabljeno metodologijo. Preizkus TAT je namreč projekcijska tehnika, ki je zelo podvržena subjektivnemu ocenjevanju. Pomembno pa lahko na razumevanje teorije vpliva tudi kultura v kateri posameznik dela in živi. V različnih kulturah je namreč dosežek opredeljen drugače. Določene kulture tako na primer neuspeh dojemajo kot veliko sramoto, druge pa kot veliko spodbudo za nadaljnje delo.

## Novejše raziskave
McClelland je koncept potrebe po dosežkih povezal z ekonomskim razvojem in rastjo.  Avtorja Rauch in Frese sta v pregledu različnih študij ugotovila, da med visoko izraženo potrebo po dosežkih in razvojem podjetja obstaja povezanost, ki pa ni velika.
Posamezniki, ki ustvarijo svoje podjetje in so pri tem uspešni naj bi imeli višje izraženo potrebo po dosežkih kot ostali. Tudi uspeh in razvoj podjetij je v veliki meri povezan s potrebami po dosežkih ustanovitelja. Prototipna situacija, ki je zagotavlja uspešno delovanje oseb z visoko izraženo potrebo po dosežkih naj bi namreč zagotavljala najboljše okolje za razvijanje idej in tako samega podjetja.
Sodobne raziskave ugotavljajo tudi, da je potreba po dosežkih uporabna predvsem za razlikovanje med ustanovitelji podjetij in splošno populacijo, manj pa se v izraženosti te potrebe razlikujejo ustanovitelji in direktorji. Do razlik pa prihaja med uspešnimi in manj uspešnimi ustanovitelji oz. lastniki podjetij.
Potrebe po dosežkih, moči in pripadnosti pa se povezujejo tudi s ciljno usmerjenostjo posameznika. Majhna potreba po pripadnosti se povezuje z visoko usmerjenostjo v izkazovanje lastnih zmožnosti in izogibanje izkazovanja lastnih nezmožnosti. Z izogibanjem izkazovanja lastnih nezmožnosti se povezuje tudi potreba po moči.